# Godoy Cruz Antonio Tomba
A Club Deportivo Godoy Cruz Antonio Tomba egy argentin labdarúgóklub, melynek székhelye Godoy Cruz városában található. A klubot 1921-ben alapították. Jelenleg az első osztályban szerepel.
Hazai mérkőzéseit az Estadio Malvinas Argentinasban játssza. A klub hivatalos színei: fehér-kék.